# Friederike Mayröcker
Friederike Mayröcker, née le 20 décembre 1924 à Vienne et morte le 4 juin 2021 dans la même ville,, est une auteure autrichienne.

## Biographie

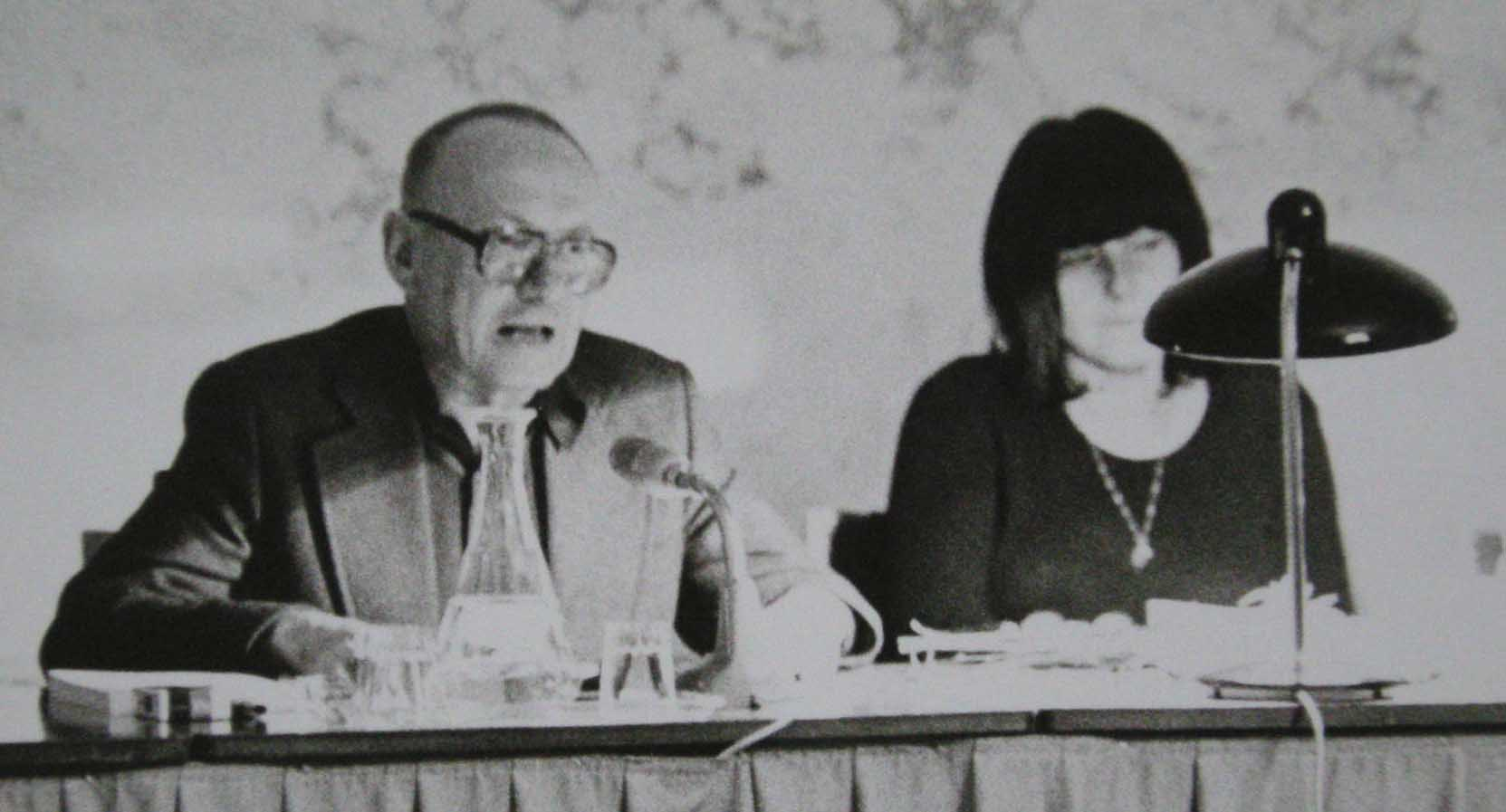
Ernst Jandl et Friederike Mayröcker dans une lecture publique à Vienne en 1974.

Friederike Mayröcker rédige ses premiers poèmes en 1939 à 15 ans.
De 1946 à 1969, elle travaille en tant que professeur d'anglais.
Elle est considérée comme la plus grande poétesse autrichienne de sa génération. Elle a vécu avec son compagnon, le poète Ernst Jandl jusqu'à la mort de celui-ci, et a écrit avec lui plusieurs pièces radiophoniques. 
Elle est élue membre de l'Académie des arts de Berlin en 1973.
En 1993, Friederike Mayröcker obtient le Prix Friedrich Hölderlin et en 2001, elle reçoit le très prestigieux Prix Georg-Büchner. En 2004, elle figure sur la liste des écrivains pressentis pour le prix Nobel , qui sera finalement obtenu par sa compatriote Elfriede Jelinek.
En 2017, elle reçoit le Prix Günter Eich.

## Œuvres traduites en français
- Métaux Voisins, St-Quentin-de-Caplong, France, poèmes réunis par Thomas Kling, trad. Jean-René Lassalle, Atelier de l'Agneau éditeur, coll. « Transfert », 2003, 164 p. (ISBN 978-2-930188-59-1)- Une anthologie de ses poèmes sur 50 ans
- Asile de saints [« Heiligenanstalt »]  (trad. de l'allemand), St-Quentin-de-Caplong, France, trad. Bernard Collignon et l'auteur, Atelier de l'Agneau éditeur, coll. « Transfert », 2007, 91 p. (ISBN 978-2-930188-34-8)- Textes poétiques sur les grands musiciens allemands
- Brütt ou les Jardins soupirants [« Brütt oder Die seufzenden Gärten »]  (trad. de l'allemand), St-Quentin-de-Caplong, France, trad. Hugo Hengl et Françoise David Schaumann, Atelier de l'Agneau éditeur, coll. « Transfert », 2008, 324 p. (ISBN 978-2-930440-03-3)- Roman-journal constituant le pilier de son œuvre, écrit en 1996-1997
- Langue de perroquet, extraits de Voyage dans la nuit [« Reise durch die Nacht »], trad. de Christophe-Jean Geschwindenhammer, St-Quentin-de-Caplong, France, Atelier de l’Agneau éditeur, 2013, 28 p. (BNF 43641287)
- CRUELLEMENT là [« ich sitze nur GRAUSAM da »], trad. de Lucie Taïeb, St-Quentin-de-Caplong, France, Atelier de l’Agneau éditeur, 124 p., automne 2014

### Cruellement là
Ce texte en prose, daté de 2011, est une sorte de journal intime, où la diariste note sur calepin impressions, ambiances, bribes de conversation et de lectures, de l'année précédente. La scène principale serait un jardin botanique remarquable, sans doute privé, à Gmunden (Traunsee, Salzkammergut, Haute-Autriche), avec évocation de souvenirs d'ambiances proches lors de divers séjours européens : comment retrouver la bonne expression pour telle fleur, tel massif, telle lumière, telles couleurs. L’illusion de narration répétitive tient également à la répétition des interlocuteurs anonymisés : JD, E.S., G.K., Ilma R., Eléonore F., Bernadette H., Brigitte F., Brigitte St., Leo N., Christiane Z., Klaus R., Emmy W., Klaus S., Christa K., Muzette, Maman, Rumi, Ely (connu de quarante ans).
Dans son article La part active des traducteurs dans l'introduction et la réception en France de Friederike Mayröcker et Margret Kreidl, la traductrice Lucie Taïeb souligne le rôle que Christel Fallenstein a joué pendant plusieurs décennies, comme confidante de Mayröcker dans le choix des textes parmi son œuvre abondante. C'était souvent Christel Fallenstein qui transmettait les questions à Friederike Mayröcker et qui communiquait les réponses de l'auteure aux traducteurs .

## Récompenses et distinctions
- 1976 : Prix de la ville de Vienne de littérature
- 1982 : Grand prix d'État autrichien de littérature
- 1993 : Prix Friedrich Hölderlin
- 2017 : Prix Günter Eich